# Energetic Particle Explorer
Energetic Particle Explorer (EPE, pol. eksplorator cząstek energetycznych), również: S-3 – seria czterech amerykańskich satelitów naukowych mających za zadania badać, w pierwszym rzędzie, naładowane elektrycznie cząstki uwięzione w ziemskim polu magnetycznym, głównie w pasach radiacyjnych, tzw. pasach Van Allena. Statki serii EPE były częścią programu Explorer. 
W skład serii wchodziły:
- Explorer 12 – wystrzelony 16 sierpnia 1961
- Explorer 14 – wystrzelony 2 października 1962
- Explorer 15 – wystrzelony 27 października 1962
- Explorer 26 – wystrzelony 21 grudnia 1964